# Municipio de Dalton (Arkansas)
El municipio de Dalton (en inglés: Dalton Township) es un municipio ubicado en el condado de Randolph en el estado estadounidense de Arkansas. En el año 2010 tenía una población de 254 habitantes y una densidad poblacional de 2,31 personas por km².

## Geografía
El municipio de Dalton se encuentra ubicado en las coordenadas 36°26′1″N 91°10′53″O / 36.43361, -91.18139. Según la Oficina del Censo de los Estados Unidos, el municipio tiene una superficie total de 110.04 km², de la cual 109,78 km² corresponden a tierra firme y (0,24 %) 0,27 km² es agua.

## Demografía
Según el censo de 2010, había 254 personas residiendo en el municipio de Dalton. La densidad de población era de 2,31 hab./km². De los 254 habitantes, el municipio de Dalton estaba compuesto por el 90,94 % blancos, el 3,15 % eran afroamericanos, el 0,39 % eran amerindios, el 0,39 % eran asiáticos y el 5,12 % eran de una mezcla de razas. Del total de la población el 0,79 % eran hispanos o latinos de cualquier raza.